# Metamosoia
Metamosoia is een geslacht van hooiwagens uit de familie Assamiidae.
De wetenschappelijke naam Metamosoia is voor het eerst geldig gepubliceerd door Roewer in 1915. 

## Soorten
Metamosoia is monotypisch en omvat slechts de volgende soort:
- Metamosoia echinata